# Држажга, Оливия
Оливия Вероника Джазга (пол. Oliwia Weronika Drzazga; 17 мая 2005) — польская спортсменка, тяжёлоатлетка, серебряный призёр чемпионата Европы 2024 года.

## Биография
В 2022 году дебютировала на взрослом чемпионате мира в весовой категории до 49 кг, где стала 19-й с суммой в 167 кг. 
В Ереване, на чемпионате Европы в 2023 году, польская спортсменка дебютировала на взрослом чемпионате Европы и заняла итоговое шестое место в весовой категории до 49 кг.
На юниорском чемпионат е Европы 2023 года она стала серебряной медалисткой.  
На чемпионате мира в Саудовской Аравии в 2023 году она в категории до 49 кг заняла итоговое 22-е место с результатом 165 кг по сумме двух упражнений. 
В феврале 2024 года на чемпионате Европы в Софии Оливия завоевала серебряную медаль по сумме двух упражнений с результатом 170 кг. В упражнении толчок она была второй (96 кг). 

## Достижения
Чемпионат Европы
| Результат | Вес       | Год  | Место соревнований | Рывок | Толчок | Общий вес |
| Серебро   | до 49 кг. | 2024 | София, Болгария    | 74,0  | 96,0   | 170,0     |